# Місцева адміністративна одиниця
Локальна адміністративна одиниця або місцева адміністративна одиниця (англ. local administrative unit, LAU) — у статистиці країн Європейського союзу адміністративно-територіальна одиниця рівня нижче за провінцію, штат, регіон або область. Зазвичай позначає повіт, муніципалітет тощо. Використовується у адміністративно-територіальній класифікації ЄС (NUTS). Вирізняють LAU 1 (муніципалітети) і LAU 2 (підмуніципальні одиниці), які з 2003 року відповідають NUTS 4 і NUTS 5. Код LAU є послідовностю із літерного кода країни за стандартом ISO 3166 і числового кода-ідентифікатора.
| Країна     | LAU 1          | LAU 2   |
| ---------- | -------------- | ------- |
| Португалія | муніципалітети | парафії |